# Lochkov
Lochkov – część Pragi. W 2009 zamieszkiwało ją 597 mieszkańców.